# نيا إيونيا
نيا إيونيا: (باليونانية: Νέα Ιωνία)، (بالإنجليزية:Nea Ionia)، مدينة يونانية تقع في وسط جنوب البلاد ضمن منطقة أتيكا الإدارية، تتبع مقاطعة شمال أثينا ضمن هذه المنطقة الإدارية.

## الموقع، السكان والتسمية
تعتبر المدينة من الضواحي الشمالية لأثينا حيث يبعد مركزها عن مركز العاصمة مسافة 6 كيلومترات، من الشرق تحدها بلدية فيلوثي، من الغرب نيا فيلاذلفيا، من الجنوب غالاتسي وأثينا ومن الشمال ميتامورفوسي.
اسم المدينة يعني (إيونيا الجديدة) نسبة إلى المهاجرين اليونانيين من منطقة إيونيا الواقعة في الأناضول الذين كانوا أول قاطني المدينة.
يبلغ عدد سكان المدينة حالياً حوالي 65 ألف نسمة.

## متفرقات
- بدء عمران المدينة في عشرينيات القرن العشرين، على يد مهجرين أنوا من منطقة إيونيا التي تقع حالياً في تركيا.
- كانت المدينة قديماً عبارة عن منطقة حراجية، وما زالت بقايا هذه الغابة القديمة ماثلة ضمن حدائق وساحات المدينة.
- توجد في المدينة محطة لقطار الضواحي الذي يربطها بأثينا.